# Indies Records
Indies Records je brněnské hudební vydavatelství. Založili ho v roce 1990 Milan Páleš a Miloš Gruber původně jako půjčovnu CD a poté jako obchod s hudbou. Od té doby vydali přes 200 titulů, první bylo v roce 1991 album Steak! skupiny Meat-House Chicago I.R.A. . Motto vydavatelství zní: Vydáváme jen hudbu, která se nám líbí. Od původních alternativních hudebních stylů se vydavatelé postupem času přiklonili spíše k folku a podobným žánrům. V minulých letech měl svoji Indies scénu i největší český folkový festival Zahrada.

Mezi nejslavnější hudebníky, kteří zde vydávali svá alba patří Iva Bittová, Hradišťan, Zuzana Navarová, Radůza, Jablkoň, Traband, Jiří Dědeček, Jan Burian, Sestry Steinovy a další. Vydavatelství také vydávalo velké množství debutantů, zpravidla vítěze nějakých přehlídek či festivalů (Koňaboj, Žofie Kabelková, Martina Trchová, Žamboši, Hromosvod, Disneyband) či připravilo rozsáhlé kompilace ze starých gramofonových desek (Dagmar Andrtová-Voňková, Čp. 8). Vydavatelství vydalo i knihu Československý rock na gramofonových deskách - Rocková diskografie 1960-1997 autorů Miroslava Baláka a Josefa Kytnara.
V roce 2007 se vydavatelství rozdělilo na tři samostatné subjekty.
- Indies Scope Records (Milan Páleš). Interpreti: Iva Bittová, Gipsy.cz, Hradišťan, Květy, Traband, Tara Fuki, Vladimír Václavek, Narajama
- Indies MG Records (Miloš Gruber). Interpreti: Radůza, Jablkoň, Jiří Dědeček, Sestry Steinovy, Schodiště, Už jsme doma
- Indies Happy Trails (Jaromír Kratochvíl). Interpreti: Václav Koubek, Ty Syčáci, Původní Bureš, Oboroh

Ke 30. výročí vzniku Indies Records uspořádal časopis Uni anketu mezi hudebními publicisty o nejlepší album tohoto vydavatelství. Anketu vyhrálo album Bílé inferno Ivy Bittové a Vladimíra Václavka, na druhém místě je album Zuzany Navarové a skupiny Koa Barvy všecky a třetí místo obsadil Jiří Pavlica s Hradišťanem s albem O slunovratu.